# Бирд, Крис
Крис Бирд (англ. Chris Beard), также известен под прозвищем «Принц блюза» (англ. Prince of the Blues; 29 августа 1957, Рочестер, Нью-Йорк, США) — американский блюзовый гитарист, вокалист и автор песен. Номинант Blues Music Awards в номинации «Лучший дебют» (1998). Сын блюзмена Джо Бирда.

## Биография
Крис Бирдродился в Рочестере, штат Нью-Йорк в 1957 году в семье Джо Бирда, местного блюзового музыканта. С пяти лет учился играть у отца и вдохновлённый Бадди Гаем и Мэттом Мерфи, приезжавшими в гости к отцу, Бирд быстро перешёл от обучения игре на гитаре к выступлениям в местной ритм-энд-блюзовой группе в начале 1960-х. В возрасте 15 лет его пригласила на гастроли группа Cameo, но мать настояла на том, чтобы Бирд закончил школу.  Также он играл вместе со своим отцом, после окончания учёбы сформировал свою собственную группу, и играл в блюзовых клубах по всему родному штату почти двадцать лет, не получая возможности записаться. 
Дебютный альбом Бирда Barwalkin' был выпущен JSP Records в июне 1997 года. Про альбом отозвались следующим образом: «Благодаря сочетанию напористого голоса Бирда и его захватывающей гитары эта пластинка представляет собой бесшовное сочетание традиционного блюза с современными нотками». Он принес Бирду номинацию на премию Blues Music Award в категории «Лучший новый блюзовый исполнитель», в 1999 году журнал Blues Beat наградил Бирда премией Muddy Waters Award в номинации «Новый талант года». Следующий альбом Born to Play the Blues вышел в апреле 2001 года («Его мощный и страстный вокал, подчеркнутый его талантом к сильным, чистым гитарным линиям, приводит к эмоционально заряженному и безупречно сыгранному звуку»), а затем последовал Live Wire (2005), который юбыл охарактеризован как «Если вам нравится сочетание блюза/рока/фанка в гитаре, я настоятельно рекомендую этот CD всем. Он полон отличных оригинальных песен а также несколько великолепных кавер-версий, записанных вживую, а также несколько треков в студии». После выхода этого альбома музыкант перенёс инсульт, после которого он пересмотрел свой взгляд на музыку: «Я понял, что слишком много внимания уделял технике, знаете ли… быть самым быстрым блюзовым гитаристом в городе. Но потом, когда мне нужно было реабилитироваться и заново развивать свою игру на гитаре, я понял, что техника и „скоростной вирус“ — это ещё не все — нужно вкладывать в нее немного любви, в свою технику».  
В августе 2010 года Бирд выпустил Who I Am and What I Do на Electro Glide Records. Альбом содержал три трека, которые Бирд написал в соавторстве с Ронни Бейкером Бруксом. В 2015 году был выпущен Eye of the Witch, в 2023 году вышел Pass It On Down, с ним Бирд стал бронзовым финалистом премии Global Music Awards. 
Крис Кейн сказал, что «Крис Бирд— великолепный гитарист, великолепный вокалист и всесторонне талантливый артист».

## Дискография
| Год  | Название               | Лейбл               |
| ---- | ---------------------- | ------------------- |
| 1997 | Barwalkin'             | JSP Records         |
| 2001 | Born to Play the Blues | JSP                 |
| 2005 | Live Wire              | NorthernBlues Music |
| 2010 | Who I Am and What I Do | Electro Glide       |
| 2015 | Eye of the Witch       | Destin Records      |
| 2023 | Pass It On Down        | Blue Heart Records  |